# 明治鍼灸短期大学
明治鍼灸短期大学（めいじしんきゅうたんきだいがく、英語: Meiji College of Acupuncture Medicine）は、京都府船井郡日吉町保野田ヒノ谷6に本部を置いていた日本の私立大学である。1978年に設置され、1987年に廃止された。大学の略称は明医短。

## 概要

### 大学全体
- 学校法人明治東洋医学院により、1978年4月に京都府船井郡日吉町において設置された日本の私立短期大学[1][2]。
- 鍼灸学科のみの単科短期大学で、1学年定員120人、修業年限3年制[3]。
- さらに1981年には修業年限1年制の定員30名の専攻科を設置した[4]。
- 四年制大学への移行のため、1982年度[注 2]の入学生を最後に1987年度において廃止となる[5]。

### 教育および研究
- 鍼灸師養成に力をいれていた[6]。

### 学風および特色
- 東洋医学系及び鍼灸系では日本初の短期大学として1978年に開学。その情報が、医療系雑誌によく取り上げられていた[7][注 3]。
- また柔道に関する雑誌にもよく宣伝されていた[8][注 3]。

## 沿革

### 略歴
- 鍼灸師の養成は従来、全て各種学校でのみ行われていた。そのため、教育内容や施設さらに教員などの面で遅れていたのが現状で、教育水準の向上に向けて大学レベルに格上げすることの必要性が強調された。そこで念願叶って漸く日本初の鍼灸師養成の短大として設置されたのが明治鍼灸短期大学である[1][6][9]。

### 年表
- 1925年 この年に創設された山崎鍼灸学院を源流とされる[10]。
- 1978年
  - 2月10日 明治鍼灸短期大学の設置が認可される[3]。
  - 4月1日 この日をもって明治鍼灸短期大学が開学。
    - 鍼灸学科 入学定員120名[3][11]
    - 学生数 男107、女18[12][注 4]
- 1981年
  - 1月20日 専攻科鍼灸専攻の設置が認可され 入学定員30名 1年制とする[4]。
  - 4月1日 この日をもって専攻科鍼灸専攻の教育が開始される[4]。
- 1982年
  - 4月1日 鍼灸学科の入学生をこの年度で最後とする[注 5][注 6][注 7][13][注 8]。
    - 学生数 男308、女66[14][注 4]
- 1983年 学生募集を停止した年の学生数 男203、女37[15][注 4]
- 1984年
  - 4月1日 専攻科鍼灸専攻の入学生をこの年度で最後とする[16][注 9]。
- 1985年 最後の卒業生を送り出した。
  - 5月1日 データ上、当日に男12、女3在籍していたことがうかがえる[17]。
- 1987年
  - 12月23日 この日をもって廃止が承認される[18]。

## 基礎データ

### 所在地
- 京都府船井郡日吉町保野田ヒノ谷6[注 1][19][12]

### 象徴
- 明治鍼灸短期大学のカレッジマークには、「明醫大」の文字が縦に記されていた。なお、「醫」は「医」の旧字体である[6]

## 教育および研究

### 組織

#### 学科
- 鍼灸学科 入学定員120名[20]

#### 専攻科
- 鍼灸専攻 入学定員30名[4]

#### 別科
- なし

#### 取得資格について
- 鍼灸師受験資格。

#### 附属機関
- 東洋医学研究所：1982年に設置された。
- 附属診療所[21]

## 大学関係者と組織

### 大学関係者一覧

#### 出身者
- 荒木一成：恐竜造形家。造形活動外では病院に勤務していた。

## 対外関係

### 系列校
- 明治東洋医学院専門学校